# Taste My Beat
Albums de Anna Tsuchiya
Strip Me?
(2006)
Taste My Beat est le premier album en solo de Anna Tsuchiya. C'est en fait un mini-album de six titres, qui sort le 24 août 2005 au Japon sous le label Mad Pray Records de la maison de disque Avex Trax. Il atteint la 28e place du classement des ventes de l'Oricon, et reste classé pendant six semaines, pour un total de 21 051 exemplaires vendus.
La chanteuse a écrit les paroles de certaines chansons, sous son seul prénom ANNA. 
Bien qu'aucun single n'ait été tiré de l'album, la chanson Taste My Skin servira à le promouvoir en radio et en télévision avec un clip vidéo. La chanson In my hands a été utilisée comme thème musical pour une publicité, tandis que Somebody Help Me, reprise du titre homonyme de Full Blown Rose, a servi de générique à la version japonaise de la série Tru Calling. Les chansons de l'album seront remixées sur l'album Taste My Xxxremixxxxxxx!!!!!!!! Beat Life! qui sortira sept mois plus tard.

## Liste des titres
| 1. | Ah Ah                     | 3:20 |
| 2. | Taste My Skin             | 3:12 |
| 3. | in my hands               | 3:52 |
| 4. | Frozen Rose (FROZEN ROSE) | 4:08 |
| 5. | My Lullaby                | 2:57 |
| 6. | Somebody Help Me          | 3:26 |